# Watsonia minima
Watsonia minima är en irisväxtart som beskrevs av Peter Goldblatt. Watsonia minima ingår i släktet Watsonia och familjen irisväxter. Inga underarter finns listade i Catalogue of Life.